# Hampi
Hampi (Kannada: ಹಂಪೆ) hay Nhóm các di tích tại Hampi là một Di sản thế giới được UNESCO công nhận nằm ở phía đông trung tâm Karnataka, Ấn Độ. Nó là trung tâm thủ đô của Đế quốc Vijayanagara hùng mạnh từng tồn tại vào thế kỷ 14. Biên niên sử do du khách Ba Tư và châu Âu để lại, đặc biệt là từ những người Bồ Đào Nha thì Hampi là một thành phố giàu có và thịnh vượng nằm bên bờ sông Tungabhadra, với nhiều đền chùa, trang trại và chợ buôn bán. Vào năm 1500, Hampi-Vijayanagara là thành phố lớn thứ hai trên thế giới chỉ sau Bắc Kinh, và có lẽ nó chính là thành phố của những người giàu có nhất Ấn Độ, thu hút các thương nhân từ Ba Tư và Bồ Đào Nha. Đế quốc Vijayanagara đã bị đánh bại bởi một liên minh gồm các giáo phái Hồi giáo. Thủ đô của họ đã bị chinh phục, cướp bóc và phá hủy vào năm 1565, và Hampi chỉ còn là một đống đổ nát.
Nằm tại thành phố Hospet, thuộc bang Karnataka, Hampi ngày nay trải rộng 4.100 hécta (16 dặm vuông Anh) và được UNESCO mô tả là một "địa điểm khổ hạnh, kỳ vĩ" của hơn 1.600 hài cốt còn sót lại của những người Hindu vĩ đại cuối cùng của vương quốc Nam Ấn Độ, bao gồm các pháo đài, tính năng ven sông, tổ hợp linh thiêng và hoàng gia, đền thờ, lăng mộ, sảnh đường, tiền đình mandapa, tượng đài, công trình chứa nước, đài phun nước và nhiều công trình khác. Hampi có trước thời đế quốc Vijayanagara, với những bằng chứng của văn minh Ashoka, và nó đã được đề cập đến trong sử thi Ramayana và kinh văn Puranas của Ấn Độ giáo như là Parvati Devi Tirtha Kshetra. Hampi tiếp tục là một trung tâm tôn giáo quan trọng với Đền Virupaksha, một chốn linh thiêng liên kết Adi Shankara với các tu viện và di tích khác của nó.

## Vị trí
Hampi nằm trên bờ sông Tungabhadra, ở phía đông của trung tâm Karnataka, gần ranh giới với Andhra Pradesh. Nó nằm cách Bangalore 376 kilômét (234 mi), cách Hyderabad 385 kilômét (239 mi) và cách Belgaum 266 kilômét (165 mi). Nhà ga đường sắt gần nhất nằm ở Hospet cách đó 13 kilômét (8,1 mi). Vào mùa đông, xe buýt và xe lửa chạy cả đêm nối Hampi với Goa, Secunderabad và Bangalore. Hampi nằm về phía đông nam của các địa điểm khảo cổ Badami và Aihole.

## Mô tả

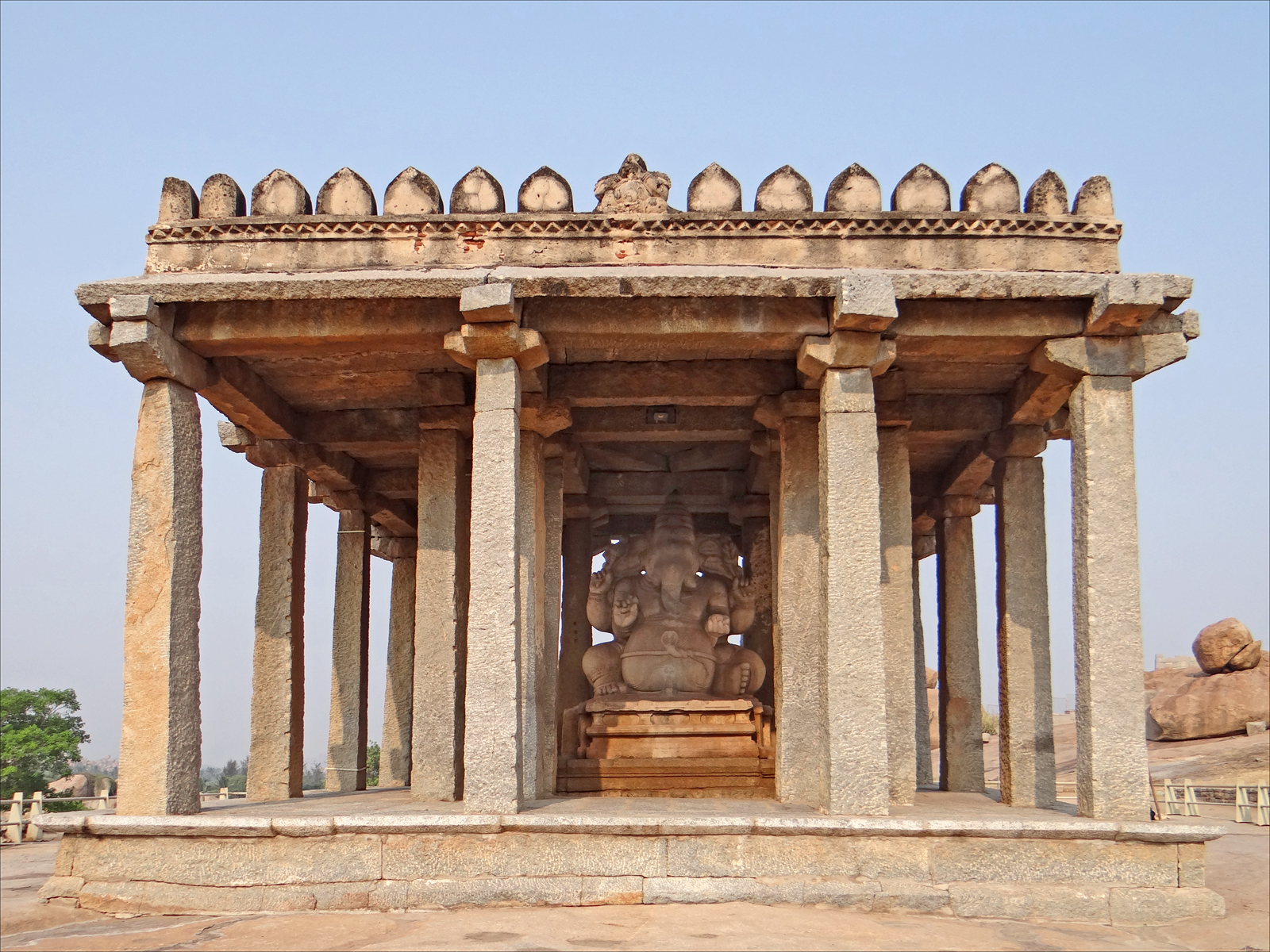
Tượng đài Sasivekalu Ganesha

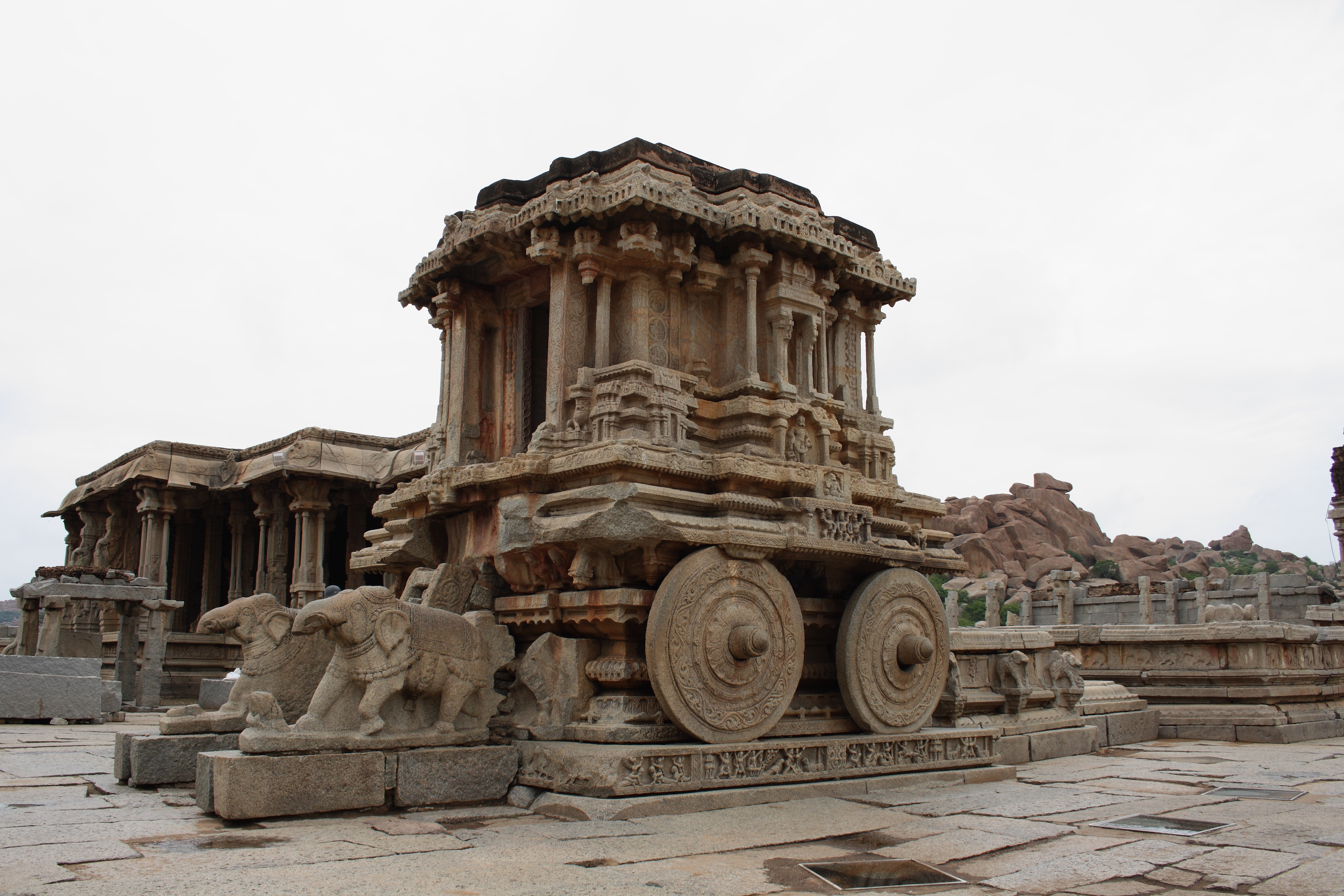
Kallina Ratha, ngôi đền đá có dáng một cỗ xe, trong tiếng Anh còn gọi là Stone Chariot

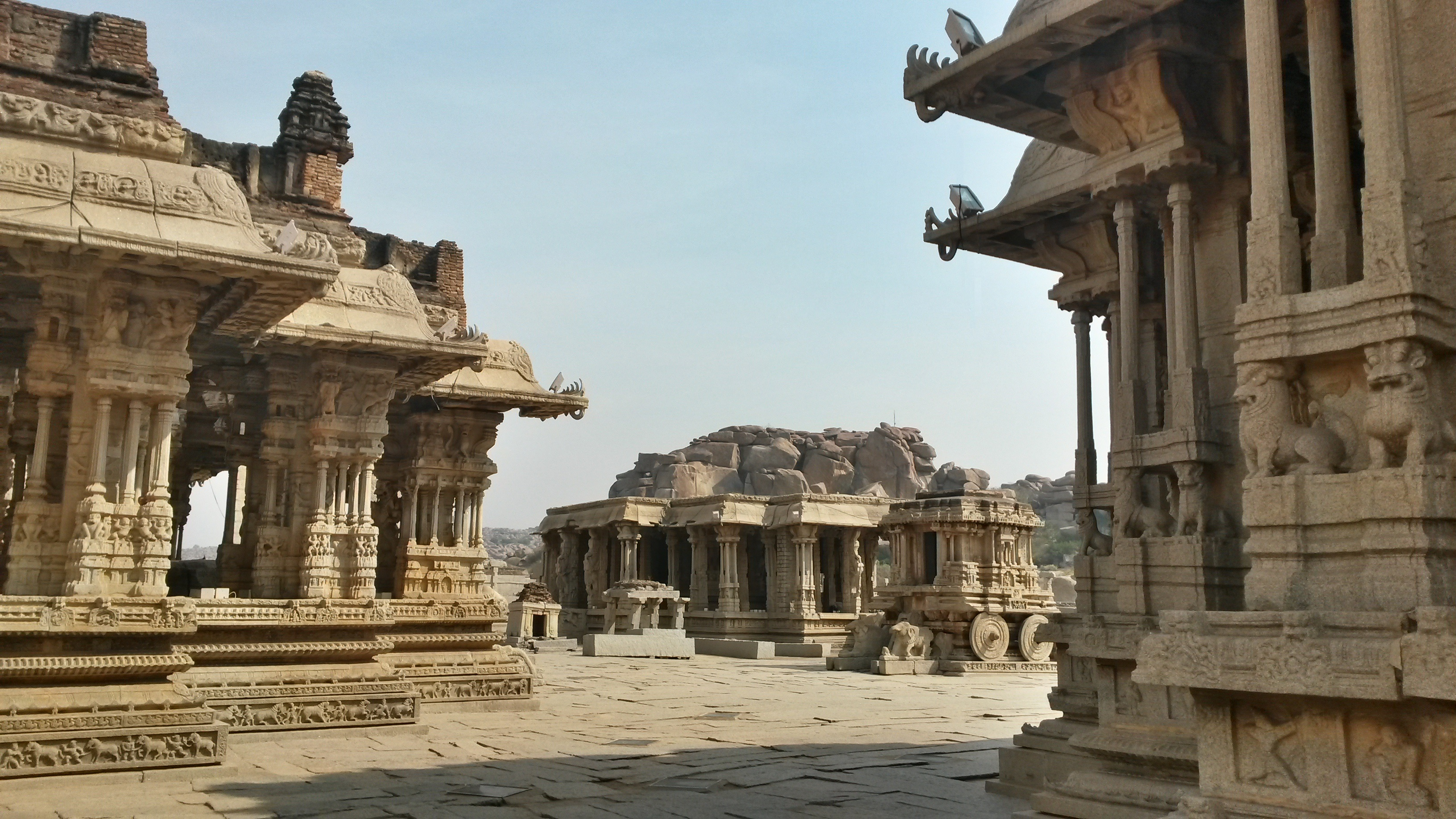
Đền Vittala

Hampi nằm trong địa hình đồi núi được hình thành bởi những tảng đá granit. Di sản thế giới này bao gồm tập hợp các tàn tích Vijayanagara và xa hơn. Hầu như tất cả các di tích được xây dựng từ năm 1336 đến 1570, sau thời cai trị Vijayanagara. Với diện tích 41,5 kilômét vuông (16,0 dặm vuông Anh), tại đây có khoảng 1.600 di tích. Hầu hết đều là các di tích có liên quan đến Ấn Độ giáo bao gồm cả các công trình công cộng, chợ, phù điêu và các tác phẩm nghệ thuật mô tả các vị thần và chủ đề Ấn Độ giáo từ các văn bản Hindu. Tuy nhiên, quần thể này cũng bao gồm cả sáu đền thờ và tượng đài Jaina cùng một nhà thờ và lăng mộ Hồi giáo. Kiến trúc xây dựng từ đá địa phương, mang phong cách Kiến trúc Dravidian chủ đạo, bắt nguồn từ sự phát triển của nghệ thuật và kiến trúc Ấn Độ giáo trong nửa sau của thiên niên kỷ thứ 1 ở vùng Deccan. Nó cũng bao gồm các yếu tố nghệ thuật phát triển trong thời cai trị của đế quốc Hoysala ở phía nam giữa thế kỷ 11 và 14, như trong các cột trụ được xây dựng trong đền thờ Rama và trần của một số tổ hợp đền Virupaksha. Các kiến trúc sư cũng đã áp dụng phong cách Ấn-Hồi giáo trong một số di tích, như nhà tắm của Nữ hoàng và chuồng voi, mà UNESCO nhận định là nó đã phản ánh xã hội đa tôn giáo và đa sắc tộc phát triển..